# AAA-Saison 1924
Die AAA-Saison 1924 war die 7. Meisterschaftssaison im US-amerikanischen Formelsport. Sie begann am 24. Februar in Beverly Hills und endete am 14. Dezember in Culver City. Jimmy Murphy gewann den Titel posthum. Er starb bei einem Unfall im sechsten Rennen.

## Rennergebnisse
| Nr. | Datum         | Veranstaltung (Rennstrecke)                                           | Meilen | Sieger                  | Siegerteam |
| --- | ------------- | --------------------------------------------------------------------- | ------ | ----------------------- | ---------- |
| 1   | 24. Februar   | Beverly Hills Race (Los Angeles Motor Speedway) (HB)                  | 250    | Harlan Fengler          | Miller     |
| 2   | 30. Mai       | International 500 Mile Sweepstakes (Indianapolis Motor Speedway) (ZO) | 500    | Lora L. Corum Joe Boyer | Duesenberg |
| 3   | 14. Juni      | Altoona Race 1 (Altoona Speedway) (HB)                                | 250    | Jimmy Murphy            | Miller     |
| 4   | 04. Juli      | Kansas City Race (Kansas City Speedway) (HB)                          | 150    | Jimmy Murphy            | Miller     |
| 5   | 01. September | Fall Classic (Altoona Speedway) (HB)                                  | 250    | Jimmy Murphy            | Miller     |
| 6   | 15. September | Syracuse Race (New York State Fairgrounds) (UO)                       | 150    | Phil Shafer             | Duesenberg |
| 7   | 03. Oktober   | Raisin Day Classic (Fresno Speedway) (HB)                             | 150    | Earl Cooper             | Miller     |
| 8   | 25. Oktober   | Charlotte Race (Charlotte Speedway) (HB)                              | 250    | Tommy Milton            | Miller     |
| 9   | 14. Dezember  | Culver City Race (Culver City Speedway) (HB)                          | 250    | Bennett Hill            | Miller     |

- Erklärung: HB: Holzbahn (Board track), ZO: Ziegelsteinoval, UO: Unbefestigtes Oval

## Fahrer-Meisterschaft (Top 10)
| 1. | Jimmy Murphy | 1595 |
| 2. | Earl Cooper  | 1240 |
| 3. | Bennett Hill | 1214 |
| 4. | Tommy Milton | 1101 |
| 5. | Fred Comer   | 725  |

| 6.  | Harry Hartz      | 666 |
| 7.  | Lora L. Corum    | 570 |
| 8.  | Harlan Fengler   | 563 |
| 9.  | Phil Shafer      | 430 |
| 10. | Jerry Wonderlich | 295 |